# Vitpannad frötangara
Vitpannad frötangara (Sporophila frontalis) är en fågel i familjen tangaror inom ordningen tättingar.

## Utseende och läte
Vitpannad frötangara är en stor (13 cm) skogslevande medlem av släktet Sporophila. Ovansidan är olivgrön med dubbla beigefärgade vingband och likfärgad handbasfläck. På det gråare huvudet syns vitbeige panna och bakom ögat ett smalt ljust streck. Strupen är vit, medan resten av undersidan är matt olivgrön med gulbeige mitt på buken. Näbben är gulaktig och relativt kraftig. Lätet är ett ljudligt och klart "cheh-cheh-chéw".

## Utbredning och systematik
Fågeln förekommer i östra Paraguay, sydöstra Brasilien och nordöstra Argentina. Den behandlas som monotypisk, det vill säga att den inte delas in i några underarter.

### Familjetillhörighet
Liksom andra finkliknande tangaror placerades denna art tidigare i familjen Emberizidae. Genetiska studier visar dock att den är en del av tangarorna.

## Status och hot
Vitpannad frötangara har en liten världspopulation bestående av uppskattningsvis endast 2 500–10 000 vuxna individer. Den tros också minska i antal till följd av habitatförlust. Den är därför upptagen på internationella naturvårdsunionen IUCN:s röda lista över hotade arter, kategoriserad som sårbar (VU).